# Европейский вызов по бегу на 10 000 метров 1998
Европейский вызов по бегу на 10 000 метров 1998 года прошёл 4 апреля в Лиссабоне, столице Португалии. Участники разыграли командный приз в соревнованиях у мужчин и женщин.
На старт вышли 76 атлетов из 16 стран Европы, из них 53 мужчины и 23 женщины. Каждая страна могла выставить до 5 человек в каждый из двух командных турниров. Победители определялись по сумме результатов 3 лучших участников.

## Результаты

### Командное первенство
Сборная Португалии стала победителем как у мужчин, так и у женщин.
| Место | Команда                                                                                     | Время                                            | Общее время |
| ----- | ------------------------------------------------------------------------------------------- | ------------------------------------------------ | ----------- |
| 1     | Португалия · Антониу Пинту · Домингуш Каштру · Паулу Герра · Жозе Регалу · Жуан Жункейра    | 27.15,76 27.40,33 27.50,17 (28.35,01) (DNF)      | 1:22.46,26  |
| 2     | Испания · Фабиан Ронсеро · Хулио Рей · Бруно Толедо · Энрике Молина · Хосе Мануэль Мартинес | 27.14,44 27.47,33 27.49,45 (27.49,71) (28.16,39) | 1:22.48,95  |
| 3     | Германия · Дитер Бауман · Стефан Франк · Карстен Айх · Торстен Науман                       | 27.32,31 27.55,44 28.21,20 (29.41,77)            | 1:23.48,95  |
| 4     | Великобритания                                                                              |                                                  | 1:25.26,28  |
| 5     | Италия                                                                                      |                                                  | 1:25.50,85  |

| Место | Команда                                                                                             | Время                                            | Общее время |
| ----- | --------------------------------------------------------------------------------------------------- | ------------------------------------------------ | ----------- |
| 1     | Португалия · Фернанда Рибейру · Марина Бастуш · Хелена Сампайю · Консейсан Феррейра · Ана Коррейя   | 30.48,06 32.20,51 32.20,89 (32.27,88) (DNF)      | 1:35.29,46  |
| 2     | Великобритания · Пола Рэдклифф · Викки Макферсон · Анджела Джойнер · Сара Бентли · Беверли Хартиган | 30.48,58 32.38,48 33.30,27 (33.59,69) (34.21,91) | 1:36.57,33  |
| 3     | Испания · Мария Абель · Тереза Ресио · Беатрис Сантьяго · Аурора Перес · Мария Росио Риос           | 32.21,96 32.47,21 32.59,05 (35.19,29) (DNF)      | 1:38.08,22  |

### Индивидуальное первенство
В забеге у мужчин 12 человек пробежали дистанцию быстрее 28 минут. Первые два призёра, испанец Фабиан Ронсеро и португалец Антониу Пинту в очной борьбе показали результаты экстра-класса (27.14,44 и 27.15,76 соответственно). Женский забег ознаменовался дуэлью Полы Рэдклифф и Фернанды Рибейру, победу в которой одержала представительница Португалии. Обе спортсменки «выбежали» из 31 минуты.
| Место | Атлет           | Страна         | Время    |
| ----- | --------------- | -------------- | -------- |
| 1     | Фабиан Ронсеро  | Испания        | 27.14,44 |
| 2     | Антониу Пинту   | Португалия     | 27.15,76 |
| 3     | Дитер Бауман    | Германия       | 27.32,31 |
| 4     | Домингуш Каштру | Португалия     | 27.40,33 |
| 5     | Хулио Рей       | Испания        | 27.47,33 |
| 6     | Бруно Толедо    | Испания        | 27.49,45 |
| 7     | Энрике Молина   | Испания        | 27.49,71 |
| 8     | Паулу Герра     | Португалия     | 27.50,17 |
| 9     | Камил Масе      | Нидерланды     | 27.51,42 |
| 10    | Кит Каллен      | Великобритания | 27.53,52 |

| Место | Атлет              | Страна         | Время    |
| ----- | ------------------ | -------------- | -------- |
| 1     | Фернанда Рибейру   | Португалия     | 30.48,06 |
| 2     | Пола Рэдклифф      | Великобритания | 30.48,58 |
| 3     | Марина Бастуш      | Португалия     | 32.20,51 |
| 4     | Хелена Сампайю     | Португалия     | 32.20,89 |
| 5     | Мария Абель        | Испания        | 32.21,96 |
| 6     | Консейсан Феррейра | Португалия     | 32.27,88 |
| 7     | Грете Кунс         | Нидерланды     | 32.37,51 |
| 8     | Викки Макферсон    | Великобритания | 32.38,48 |
| 9     | Тереза Ресио       | Испания        | 32.47,21 |
| 10    | Хелена Яворник     | Словения       | 32.52,28 |